# 月火水木金土日。〜君に贈る歌〜
「月火水木金土日。〜君に贈る歌〜」（げつかすいもくきんどにち きみにおくるうた）は、2012年4月25日に発売されたSonar Pocketの10枚目のシングル。
2012年の第1弾シングル。初回限定盤は「月火水木金土日。〜君に贈る歌〜」のPVとメイキングが収録されたDVD付き。初回プレス分には2012年8月3日に日本武道館で開催された"ソナポケイズムSPECIAL 〜夏の陣〜 in 日本武道館"の先行予約ができるフライヤーが封入された。オリコンチャートではシングル初のトップ10入りを記録。
発売前、メンバー3人自らの体を使い人文字で曲名を表現するというパフォーマンスを敢行し、タイトルの"月火水木金土日"を再現した。他人の手を借りずに再現することがモットーだったこともあり、金の文字だけはいろいろ試した結果できなかったという。
過去にトレンディエンジェルの斎藤司が同曲のタイトルをモチーフにした「月火水木金土ペッ！」というギャグをネットにアップしたことがある。この背景もあり、2016年発売のシングル「ONE-SIDED LOVE」のミュージックビデオには斎藤が出演している。

## 収録曲
1. 月火水木金土日。〜君に贈る歌〜
MTV×DAM WANNASING 4月度アーティスト「Music Launcher」4月度オープニングテーマ
全国音楽情報TV「MUSIC B.B.」4月度エンディングテーマ
テレビ朝日系「BREAK OUT」5月度 オープニングトラック
2. この想いをずっと。
3. 月火水木金土日。〜君に贈る歌〜 (instrumental)
4. この想いをずっと。 (instrumental)